# 索梅特-欧库尔
索梅特-欧库尔（法語：Sommette-Eaucourt，法語發音：[sɔmɛt okuʁ]）是法国上法蘭西大區埃纳省的一个市镇，属于圣康坦区。该市镇于1819年由原市镇索梅特（Sommette）和欧库尔（Eaucourt）合并而成。

## 地理
索梅特-欧库尔（49°44'23"N, 3°7'2"E）面积6.28 平方千米，位于法国上法蘭西大區埃纳省，该省份为法国北部内陆省份，北起北部省，西接索姆省和瓦兹省，东临阿登省和马恩省，西南至塞纳-马恩省，东北部与比利时接壤。
与索梅特-欧库尔接壤的市镇（或旧市镇、城区）包括：博蒙昂贝讷、屈尼、迪里、奥勒济、皮通、布鲁希、阿姆。
索梅特-欧库尔的时区为UTC+01:00、UTC+02:00（夏令时）。

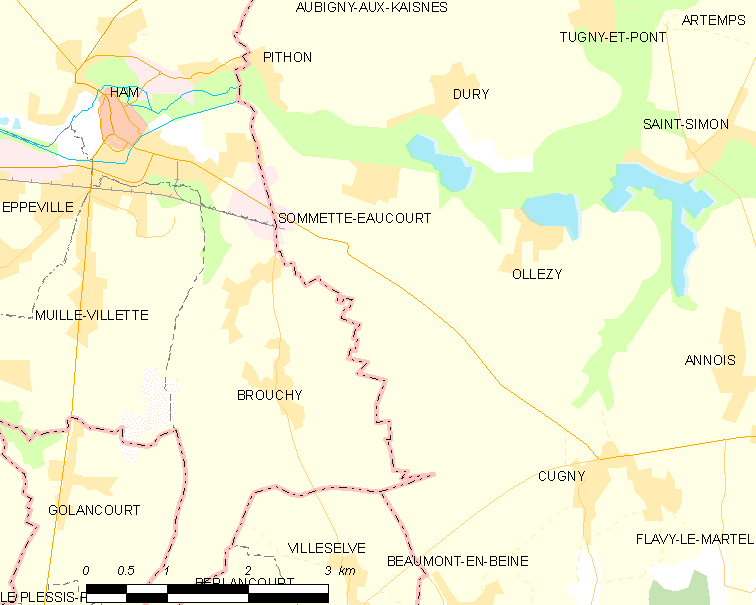
索梅特-欧库尔的OSM定位图

## 行政
索梅特-欧库尔的邮政编码为02480，INSEE市镇编码为02726。

## 政治
索梅特-欧库尔所属的省级选区为里布蒙县。

## 人口

1962-2008年间索梅特-欧库尔人口变化图示

索梅特-欧库尔于2022年1月1日时的人口数量为177人。